# フランシス・バーバー
フランシス・バーバー（Frances Barber、1958年5月13日 - ）は、イングランドの女優。
ウルヴァーハンプトン出身。ユニバーシティ・カレッジ・オブ・ノースウェールズで演劇を学ぶ。大学で後に最初のボーイフレンドとなるダニー・ボイルと知り合う。
ロイヤル・シェイクスピア・カンパニーなどで舞台に立ち、映画やテレビドラマにも出演する。テレビドラマ『ドクター・フー』のエイミー・ポンドの前に現れるアイパッチを装着した謎の女マダム・コヴァリアンの役で知られる。

## 主な出演作品

### 映画
- ストップ・ザ・売春天国 The Missionary (1982)
- ZOO A Zed & Two Noughts (1985)
- ピート・タウンゼンド/ホワイト・シティ White City (1985)
- 漂流者 2人だけの島 Castaway (1986)
- プリック・アップ Prick Up Your Ears (1987)
- サミー＆ロージィ/それぞれの不倫 Sammy and Rosie Get Laid (1987)
- 十二夜 Twelfth Night, or What You Will (1988) テレビ映画
- ヤング・ソウル・レベルズ Young Soul Rebels (1991)
- 大人のための残酷童話/妖精写真 Photographing Fairies (1997)
- スティル・クレイジー Still Crazy (1998)
- エスター・カーン めざめの時 Esther Kahn (2000)
- スーパーファイアー Superstition (2001)
- レッド・サイレン La Sirène rouge (2002)
- ブラウン夫人のひめごと 24 heures de la vie d'une femme (2002)
- ウォリアークイーン Boudica (2003)
- GOAL! Goal! (2005)
- GOAL!2 Goal II: Living the Dream (2007)
- リア王 King Lear (2008) テレビ映画
- Mr.ホームズ 名探偵最後の事件 Mr. Holmes (2015)
- 諜報員ジャック・モルナール El elegido (2016)
- リヴァプール、最後の恋 Film Stars Don't Die in Liverpool (2017)
- シークレット・エスケープ パリへの逃避行 The Escape (2017)
- マイ・ブックショップ The Bookshop (2017)
- ブルーイグアナ 500万ポンドの獲物 Blue Iguana (2018)

### テレビドラマ
- スパイ・エース Reilly: Ace of Spies (1983) ミニシリーズ
- 陰謀 ナチスに挑んだ男 The Nightmare Years (1989) ミニシリーズ
- 名探偵ポワロ Agatha Christie's Poirot (1990&2009) 「ヴェールをかけた女」 （The Veiled Lady）、「複数の時計」（The Clocks）
- ジム・ヘンソンのストーリーテラー: ギリシャ神話 Jim Henson's The Storyteller: Greek Myths (1991) 第4話「ペルセウスとメデューサ」（Perseus & the Gorgon）
- 主任警部モース Inspector Morse (1992)
- 氷の家 The Ice House (1997) ミニシリーズ
- ロンドン警視庁犯罪ファイル Trial & Retribution (2004)
- アガサ・クリスティー ミス・マープル Agatha Christie's Marple (2005) 「予告殺人」（A Murder is Announced）
- ニュー・トリックス〜退職デカの事件簿〜 New Tricks (2006)
- セレブになりたくて ～サイモンの青春日記～ Beautiful People (2008)
- LAW & ORDER: UK Law & Order: UK (2009)
- ホテル・バビロン Hotel Babylon (2009)
- バーナビー警部 Midsomer Murders (2010&2017)
- フライデー・ナイト・ディナー Friday Night Dinner (2011)
- ドクター・フー Doctor Who (2011)
- ミステリー in パラダイス Death in Paradise (2011)
- 大いなる遺産 Great Expectations (2011) ミニシリーズ
- オレたち、ゆる刑事 ジャック&ケイト Vexed (2012)
- 王室弁護士マーサ・コステロ Silk (2012-2014)
- マップとルチア Mapp & Lucia (2014) ミニシリーズ
- メディチ Medici (2016)
- ブラウン神父 Father Brown (2017)
- 港町のシェフ探偵パール Whitstable Pearl (2021)